# Amazonacarus
Genre
Amazonacarus est un genre d'acariens parasitiformes de la famille des Opilioacaridae.

## Distribution
Les espèces de ce genre sont endémiques du Brésil.

## Liste des espèces
- Amazonacarus paraensis Vázquez, de Araújo & Fazzio Feres, 2014
- Amazonacarus setosus Vázquez, de Araújo & Fazzio Feres, 2014

## Publication originale
- Vázquez, de Araújo & Fazzio Feres, 2014 : A new genus and two new species of Opilioacaridae (Acari: Parasitiformes) from Amazonia, Brazil with a key to world genera. Zootaxa, no 3814 (2), p. 151–176.